# Karel Thir
Karel Thir (4. října 1856 Tábor – 4. dubna 1931 Vranov u Bechyně) byl historik, archivář a profesor na gymnáziu v Táboře.

## Život
Karel Thir (takéThier) se narodil v Táboře v domě číslo 152 v Provaznické ulici. Rodina Thirova koupila tento právovárečný dům v roce 1774. Karel Thir měl sedm mladších sourozenců: Josefa (byl děkanem v Táboře), Jana (byl děkanem v Klatovech a pak v Chrášťanech), Aloise (ředitele cukrovaru v Chrudimi), Marii (ctih. sestru v ústavu pro hluchoněmé), Anastázii (byla hospodyně u bratra Josefa), Josefu (hudebnici) a Viktorii.
Po studiích na Táborském gymnáziu navštěvoval univerzity v Praze a Vídni. Po skončení vysokoškolského vzdělání vyučoval na gymnáziu v Českých Budějovicích, Domažlicích, Praze a od roku 1885 v Táboře. Zde také v roce 1888 získal profesorský titul. Vyučoval latinu, češtinu, němčinu, řečtinu, posléze i filosofickou propedeutiku. Od roku 1899 se stal městským archivářem. Koncem února téhož roku pak ve svých 44 letech odešel na odpočinek. V roce 1909 byl jmenován konzervátorem památkové péče. Za své zásluhy o poznání dějin rodného města byl v roce 1911 jmenován čestným měšťanem Tábora. Prof. Karel Thir zemřel 4. dubna 1931 v domě svého bratra Jana ve Vranově.

## Dílo
Hlavním těžištěm Thirovy vědecké činnosti jsou tři díla:
- Hradiště hory Tábor jako pevnosť v minulosti (nákladem obce královského města Tábor, 1895)
- Dějiny táborského pivovarnictví (Váreční měšťanstvo 1913 a Právovárečné měšťanstvo 1942)
- a především Staré domy a rodiny táborské (nákladem Spořitelny města Tábora, 1920)

### Hradiště hory Tábora jako pevnosť v minulosti
Svoji vědeckou činnost vyložil profesor Thir v rozsáhlé studii, kterou uveřejnil ve výroční zprávě táborského gymnázia roku 1893. Ta se týkala pouze městského opevnění, následně byla připojena kronika válečných událostí v 17. a 18. století, pokud se Tábora týkaly. Celek vytvořil významnou vědeckou práci, která zrekonstruovala obraz i význam starého Tábora jako přední pevnosti v Čechách.

### Dějiny táborského pivovarnictví
Dílo vzniklo k výročí založení Táborského pivovaru. Autor v této práci ocenil třistaletý hospodářský význam po dlouhou dobu téměř jediného průmyslového podniku ve městě. Práce se stála důležitým pramenem při studiu historie českého pivovarnictví.

### Staré domy a rodiny táborské
Monumentální dílo vydané ve dvou objemných svazcích v roce 1920 na oslavu 500. výročí založení Tábora. Thir uveřejnil dlouholeté výsledky své vědecké práce vztahující se k jeho drahému rodišti. Není to suchopárný výpočet dat a jmen, ale je tu zobrazen život v Táboře tak, jak se vyvíjel téměř za celých 500 let. Práce je zpracována s velkou pečlivosti. Jsou uváděna veškerá popisná čísla domů – "Josefinské z roku 1785, "staré" z roku 1804 a "nové" z roku 1884.